# Фридрих IV (Цолерн)
Вижте пояснителната страница за други личности с името Фридрих IV.
Фридрих IV (на немски: Friedrich II von Nürnberg; Friedrich IV von Zollern-Hohenzollern, * ок. 1188, † ок. 1255) е като Фридрих II от 1200 до 1218 г. бургграф на Нюрнберг и като Фридрих IV от 1218 до 1255 г. граф на Цолерн (швабска линия).

## Биография
Фридрих II е син на граф Фридрих I фон Цолерн (1139 – 1200) и графиня София фон Раабс († ок. 1218), дъщеря на Конрад II фон Раабс († ок. 1191), бургграф на Нюрнберг, и Хилдегард (фон Абенберг) († сл. 1160), дъщеря на граф Рапото фон Абенберг († 1172) и Матилда фон Ветин († 1152).
През 1200 г. Фридрих II наследява баща си като бургграф на Нюрнберг. След новата подялба на Цолернската собственост през 1218 г. (1214 ?), той предава франкските собствености с титлата бургграф на по-големия си брат Конрад I († ок. 1260/1261). Фридрих II поема тогава като Фридрих IV графството Хоенцолерн в Швабия.
Фридрих II е женен от ок. 1220 г. за Елизабет фон Хабсбург, дъщеря на Албрехт IV фон Хабсбург. Наследев е от сина си Фридрих V фон Цолерн († 1289).